# Stanisław Wadowski (lekarz)
Stanisław Wadowski (ur. ok. 1715 w województwie krakowskim, zm. 1769 w Krakowie), lekarz polski, profesor Uniwersytetu Krakowskiego.
Pochodził z rodziny szlacheckiej. W latach 1730–1732 kształcił się na Uniwersytecie Krakowskim, uzyskując kolejno bakalaureat (1731) i magisterium (1732) sztuk wyzwolonych. Studiował następnie medycynę w Rzymie, gdzie przed 1749 uzyskał doktorat. Od 1750 był profesorem katedry medycyny teoretycznej i praktycznej na Wydziale Lekarskim Uniwersytetu Krakowskiego. W latach 1763–1764 pełnił funkcję podkanclerzego Wydziału Lekarskiego i Filozoficznego.
W 1750 ogłosił swoją rozprawę doktorską Questio medica de pleuritide; inne jego ewentualne publikacje nie są znane.